# Văn bản chuyên môn kỹ thuật
Văn bản chuyên môn kỹ thuật là một loại hình văn bản trong hệ thống văn bản quản lý nhà nước của Việt Nam. Đây là dạng văn bản đặc thù thuộc thẩm quyền ban hành của một số cơ quan nhà nước theo quy định của pháp luật.
Văn bản chuyên môn là loại văn bản mang tính chất đặc thù thuộc nghiệp vụ chuyên môn trong các lĩnh vực như thống kê, kế hoạch, tài chính, ngân hàng, tư pháp, ngoại giao, y tế…
Văn bản kỹ thuật (hay văn bản khoa học kỹ thuật) là văn bản được ban hành trong các lĩnh vực như kiến trúc, xây dựng, công nghệ, cơ khí, bản đồ, khí tượng, thủy văn, trắc địa… Hình thức văn bản thường ở các dạng như bản vẽ thiết kế, đồ án...